# Generaldirektor des Allgemeinen Zoll- und Handelsabkommens
Der Generaldirektor des Allgemeinen Zoll- und Handelsabkommens war ein administratives Amt im Rahmen des Allgemeinen Zoll- und Handelsabkommens (GATT).

## Kompetenzen und Aufgaben
Der Generaldirektor hatte im Rahmen der Verwaltung der Angelegenheiten des Abkommens gewisse Kompetenzen und Aufgaben. Eine Aufgabe war unter anderem die Organisation der Einberufung der Panels und die Organisation der Sitzungen der Vertragsstaaten, die Welthandelsrunden. Er stand dem Sekretariat des GATT vor. In gewissen Verfahren konnte der Generaldirektor die Mitglieder des Panel bestimmen.
Eine weitere Funktion war die Verwahrung der Vertragsurkunden, auch von im Rahmen der GATT-Welthandelsrunden geschlossenen Verträgen, wie die des Übereinkommen über den Handel mit Zivilluftfahrzeugen, beschlossen in der Tokio-Runde, und den Empfang von Annahmeerklärungen, also der Erklärung eines Staates einen Vertrag oder eine Änderung der Verträge zu ratifizieren. Der Generaldirektor reiste aber auch zu Vertragsstaaten und verhandelte dort über multilaterale Handelsabkommen und legte Arbeitspapiere zur Senkung von Handelshemmnissen vor.
Teilweise war das Generalsekretariat in politischen Konflikten außerhalb des Welthandelsrechts verwickelt, so beispielsweise nach der Unabhängigkeitserklärung Rhodesiens, wo Großbritannien den Generaldirektor aufforderte, keinerlei Beziehungen Rhodesiens zu GATT-Institutionen zuzulassen.

## Andere Namen
Bis 1963 hieß das Amt Executive Secretary of the GATT. Andere deutsche Bezeichnungen sind Generaldirektor des GATT, GATT-Generaldirektor oder im englischen Director-General of the General Agreement on Tariffs and Trade oder kurz Director General of the GATT.

## Ehemalige Generaldirektoren
|    | Name               | Beginn der Amtszeit | Ende der Amtszeit                                        | Nationalität           |
| -- | ------------------ | ------------------- | -------------------------------------------------------- | ---------------------- |
| 1. | Eric Wyndham White | 1948                | 6. Mai 1968                                              | Vereinigtes Königreich |
| 2. | Olivier Long       | 6. Mai 1968         | 1. Oktober 1980                                          | Schweiz                |
| 3. | Arthur Dunkel      | 1. Oktober 1980     | 1. Juli 1993                                             | Schweiz                |
| 4. | Peter Sutherland   | 1. Juli 1993        | 30. April 1995 (seit 1. Januar 1995 WTO Generaldirektor) | Irland                 |